# Elizabeth George Speare
Pour les articles homonymes, voir Speare.
Elizabeth George Speare (Melrose, 21 novembre 1908 - Tucson, 15 novembre 1994) est une auteure de littérature de jeunesse qui reçut de nombreux prix pour ses romans historiques, dont deux médailles Newbery. Elle est l'un des auteurs de jeunesse les plus appréciés aux États-Unis.

## Œuvres
- Calico Captive (1957)
- The Witch of Blackbird Pond (1958), médaille Newbery 1959.
- The Bronze Bow (1961) Médaille Newbery 1962.
- The Sign of the Beaver (1983)